# Messerschmitt P.1099
O Messerschmitt P.1099 foi um projecto da Messerschmitt para um avião de caça multi-funções. Idealizado perto do final da Segunda Guerra Mundial, baseava-se no Messerschmitt Me 262, e pretendia ser uma versão melhorada. Teria duas variantes, o P.1099A e o P.1099B.